# Bombylius bicolor
Bombylius bicolor är en tvåvingeart som först beskrevs av Friedrich Hermann Loew 1861.  Bombylius bicolor ingår i släktet Bombylius och familjen svävflugor.
Artens utbredningsområde är Kuba. Inga underarter finns listade i Catalogue of Life.